# Communauté de communes du Pays d’Aigre
Die Communauté de communes du Pays d’Aigre ist ein ehemaliger französischer Gemeindeverband mit der Rechtsform einer Communauté de communes im Département Charente in der Region Nouvelle-Aquitaine. Sie wurde am 23. Dezember 1993 gegründet und umfasste 15 Gemeinden. Der Verwaltungssitz befand sich im Ort Aigre.

## Historische Entwicklung
Mit Wirkung vom 1. Januar 2017 fusionierte der Gemeindeverband mit
- Communauté de communes de la Boixe sowie
- Communauté de communes du Pays Manslois

und bildete so die Nachfolgeorganisation Communauté de communes Cœur de Charente.

## Ehemalige Mitgliedsgemeinden
1. Aigre
2. Barbezières
3. Bessé
4. Charmé
5. Ébréon
6. Fouqueure
7. Les Gours
8. Ligné
9. Lupsault
10. Oradour
11. Ranville-Breuillaud
12. Saint-Fraigne
13. Tusson
14. Verdille
15. Villejésus